# Южная Атлантика
Южная Атлантика — устойчивое название для южной части Атлантического океана.
Одно время южная половина Атлантического океана называлась Эфиопским морем или океаном, поскольку термин «Эфиопия» по традиции применялся ко всей Африке южнее Сахары (а к Эфиопской империи применялся экзоним «Абиссиния»).

## География
Располагается между континентами Южная Америка и Африка. На севере ограничен экватором, на юге — Антарктидой.
Основные морские течения: Бразильское течение, Антарктическое циркумполярное течение, Фолклендское течение, Бенгельское течение, Ангольское течение.
В Южной Атлантике происходит расхождение Африканской и Южноамериканской плиты со скоростью 2,9—4 см в год.
Широко распространены реликтовые континентальные отложения. У берегов Африки и Южной Америки шельф занимает меньшие площади, но в южной части Южной Америки он значительно расширяется (Патагонский шельф).
Иногда южную часть региона, с северной границей от 35° ю. ш. (по признаку циркуляции воды и атмосферы) до 60° ю. ш. (по характеру рельефа дна), относят к Южному океану.

### Острова
По сравнению с другими крупными морями, в Южной Атлантике довольно мало островов и архипелагов. Самыми известными являются Фолклендские острова, Южная Георгия и Южные Сандвичевы острова, Сан-Томе и Принсипи, Аннобон и остров Вознесения, Тристан-да-Кунья, Остров Святой Елены, Триндади-э-Мартин-Вас.